# جوليو أندرادي
جوليو أندرادي (بالبرتغالية: Júlio Andrade‏) هو ممثل برازيلي، ولد في 8 أكتوبر 1976 في بورتو أليغري في البرازيل.

## وصلات خارجية
- جوليو أندرادي على موقع IMDb (الإنجليزية)
- جوليو أندرادي على موقع قاعدة بيانات الفيلم (الإنجليزية)